# Samuel Johnson (philosophe)
Pour les articles homonymes, voir Samuel Johnson (homonymie) et Johnson.
Samuel Johnson (14 octobre 1696 - 6 janvier 1772) était un philosophe et grammairien britannique. Membre influent du courant puritain dans les colonies anglaises d'Amérique, il fut le président du King's College de New York, précurseur de l’Université Columbia.
Sa philosophie était proche de l’idéalisme de George Berkeley. Il fut l’auteur de nombreux ouvrages philosophiques et théologiques, de grammaires d’hébreu et d’anglais. 
En 1722, il fit partie des « apostats de Yale », quatre membres du clergé de l’Église congrégationaliste et enseignants à l’université Yale (dont Timothy Cutler, le recteur) qui décidèrent de rejoindre l’Église anglicane. Cette conversion marqua le moment de l’essor que prit l’église coloniale dans le Connecticut et dans les états puritains de la Nouvelle-Angleterre. Il fut ordonné en Angleterre et mit en place une liturgie axée sur les sacrements et les rituels dits high church.
En tant que missionnaire de la Société pour la Propagation de l'Évangile (Society for the Propagation of the Gospel, SPG) il s'occupa de la congrégation anglicane à Stratford dans le Connecticut et participa à la création de paroisses en Nouvelle-Angleterre et dans l'État de New York. Il se chargeait en particulier d'instruire les hommes désireux de rejoindre le pastorat. Il prépara en particulier Samuel Seabury, premier évêque américain, pour le ministère.
Son rôle d'éducateur fut marqué par sa présidence du King's College entre 1754 et 1763.